# Baudin-gyászkakadu
A Baudin-gyászkakadu (Zanda baudinii) a madarak osztályának a papagájalakúak (Psittaciformes) rendjéhez és a kakadufélék (Cacatuidae) családjához tartozó faj.

## Rendszerezése
Sorolták a Calyptorhynchus nembe Calyptorhynchus baudinii néven. Tudományos nevét Nicolas Baudin francia kutatóról kapta.

## Előfordulása
Ausztrália délnyugati részén, a Murchinson folyótól délre honos.

## Megjelenése
Testhossza 56 centiméter, testtömege 630-750 gramm. Tollazata sötétkék, fülénél fehér folt díszíti. Faroktollai fehérek. A tojó fülfedői és tollainak szegélye fehér.

## Külső hivatkozások
- Képek az interneten a fajról